# 馬爾科·羅伊斯
馬可·羅伊斯（德語：Marco Reus，德語發音：[ˈmaɐ̯koː ˈʁɔʏ̯s]，1989年5月31日—），德國足球員，現效力美國職業足球大聯盟球隊洛杉磯銀河，曾代表德國國家足球隊參加國際比賽，司職邊鋒或進攻中場。
羅伊斯在2011-12賽季率領門興格拉德巴赫一路高歌猛進，下半季一度領跑積分榜，最終以黑馬之姿取得德甲第4名，殺入下賽季歐冠外圍賽，並攻入18個聯賽進球，出色的發揮使他獲得2012年德國足球先生的殊榮。賽季結束後，多特蒙德以1,700萬歐元轉會費將列奧斯納入麾下。
羅伊斯自2011年起入選德國國家隊，逐漸成為正選球員，於2012年歐洲盃更有不俗的表現，可惜因為傷病接連無緣2014年世界盃及2016年歐國盃決賽周，于2018年第一次參加世界盃比賽，但隨後又不幸傷缺了2020歐洲杯跟2022世界杯。

## 俱乐部生涯

### 早年
罗伊斯生於北威州的多特蒙德。1994年他開始代表他的家鄉俱樂部Post SV Dortmund踢球，並於1996年加入多特蒙德的青年組，他代表多特蒙德參賽一直到2006年的夏天他離開並前往紅白艾倫的U19梯隊。之後他到那裏的第一個賽季中，他在代表這家俱樂部的二隊（此時身處威斯特法倫地區聯賽）的五場比賽中發揮了進攻性中場的作用。他在最初的兩場比賽中各取得1粒進球。隨後的一年裏，他能夠進入艾倫的一隊（此時處於德國三級聯賽）。他兩次首發並在14場比賽中發揮出色，兩次破門得分。其中一個入球出現在這個賽季的最後一天並幫助他所在的球隊晉級到德乙聯賽。

### 慕遜加柏
在2008-2009賽季，此時只有19歲的罗伊斯取得了作為職業球員具有決定意義的進展。他出場27次並攻入4球。2009年的5月25日，他與門興格拉德巴赫俱樂部簽訂了一份為期四年的合同。
2009年的8月28日，罗伊斯在與美因茨的比賽中斬獲了他在德甲聯賽的首個進球，而且是在長達50米的單刀赴會中取得的。罗伊斯從此成為了這個俱樂部中次於Lucien Favre的高產射手。
2011-2012賽季之初，罗伊斯在12場比賽中斬獲7球，為這個賽季打下了良好的開局。罗伊斯與門興格拉德巴赫的合同截止至2015年，據報道買斷條款金額達1800萬歐元。
罗伊斯取得成績最顯著的、並產生重大影響的是效力德甲球會慕遜加柏時期。罗伊斯最初的位置是右邊鋒，然而由於出眾的腳下控球能力，他具有司職兩翼到中路的材質。2012年是他最成功的一個賽季：憑藉18粒入球和8次助攻，罗伊斯幫助慕遜加柏贏得了2012-2013賽季歐洲聯賽冠軍盃的參賽資格。

### 多特蒙德

#### 2012–13賽季
2012年1月4日，罗伊斯與老東家多特蒙德簽約，合期五年至2017年，轉會費為1750萬歐元。罗伊斯於2012年7月1日重新加入多特蒙德，身披11號球衣。10月3日，罗伊斯首次在歐冠亮相，他首開紀錄為多特蒙德贏得了一個作客入球，以1-1戰平曼城。 

#### 2014–15賽季
2015年2月11日，罗伊斯在该赛季多特蒙德面临降级风险的情况下仍與多特蒙德續約至2019年。

#### 2016–17賽季
羅伊斯於賽季開始，並接替離隊前往拜仁的胡梅爾斯成為多特蒙德隊長，仍任多特蒙德副隊長。

#### 2017–18賽季
《FIFA 17》馬高·列奧斯擔任此部作品的代言人。
4月29日，多特蒙德与云达不莱梅交战，Reus 在第19分钟踢入一球，双方 1-1 战平。5月12日，多特蒙德与霍芬海姆相遇，Reus 贡献了球队在本场比赛中的唯一进球。在所有赛事中，他共出场 15 次，贡献 7 个进球。

#### 2018–19賽季
2018年3月9日，萊斯與多蒙特續約至2023年6月30日。
2018-2019賽季中，萊斯被多蒙特任命為隊長。8月27日，萊斯在與RB萊比錫的比賽中於補時階段射入他在德甲聯賽生涯中第100個入球，球隊最後以4-1取得勝利。9月27日德甲聯賽第5輪賽事中，多蒙特7-0大勝紐倫堡，萊斯梅開二度並射入為球隊效力以來所取得的第100個入球。

#### 2019–20赛季
2020年2月5日的德国杯的比赛中，罗伊斯因伤下场。他也因此赛季报销，迎来了长达半年的缺阵。

#### 2023–24賽季
2023年7月，罗伊斯宣布自願讓出隊長袖標，新賽季不再是隊長。
2024年5月3日，多蒙特官方宣佈，萊斯於賽季結束後離隊。6月1日，2024年歐洲冠軍聯賽決賽多蒙特對上皇家馬德里，萊斯替補上場，最終0比2失利，這是他多年來第二座歐冠亞軍。

### 洛杉磯銀河

#### 2024賽季
2024年8月15日，羅伊斯和洛杉磯銀河宣布簽約至2026年底，他將穿上18號球衣，這是他當年在德乙聯賽效力於紅白艾倫時的背號。他在8月24日對戰亞特蘭大聯隊迎來美職首秀，以進球和助攻各一次的成績拿下單場最佳球員。
12月7日，洛杉磯銀河在大聯盟盃以2比1擊敗紐約紅牛，這也是羅伊斯生涯第一個職業聯賽冠軍（銀河隊的例行賽戰績在聯盟排名第四，但美國職業運動一般來說較為看重季後賽的勝利）。他本季在例行賽和季後賽共出賽11場，有一次進球和三次助攻。

## 國家隊生涯
2009年8月11日，再同土耳其的一場友誼賽中，罗伊斯完成了他在德國U21的首秀。2010年5月6日他獲得了成年組別國家隊的第一次征召，是2010年5月14日對陣馬耳他的友誼賽。但在5月11日，罗伊斯卻因在同勒沃庫森的聯賽末戰中所造成的腿部傷勢而退出了這次陣容。在2011年的10月7日，罗伊斯在與土耳其的比賽中終於實現了他在國家隊的首秀，並於2012年5月26日對陣瑞士的熱身賽中打進了他代表德國隊的處子進球。2012年6月22日，在他第一次以首發身份為德國隊出戰的比賽中有一球入賬，對方是德國在1/4決賽的對手：希臘。2014年巴西世界杯，罗伊斯因伤未没能参加。当届德国夺冠后，在决赛中踢入制胜球的马里奥·格策在颁奖仪式中举起了罗伊斯的21号球衣2016年5月31日宣佈再次因傷退出歐國盃。

### 2018年世界盃
2018年6月2日，羅伊斯時隔兩年再受到德國國家足球隊主教練勒夫徵召，參與對陣澳洲國家足球隊的友誼賽。
6月4日，羅伊斯入圍最終的23人參賽名單，開展他首次世界盃之旅。世界盃第一場對陣墨西哥的分組賽中，他60分鐘後備入替萨米·赫迪拉，此場賽事德國隊以1-0落敗。分組賽次圈德國對陣瑞典，萊斯正選上陣，於下半場踢入他在世界盃第一個入球，最後補時階段萊斯助攻克羅斯攻入制勝的罰球，協助德國全取3分保留小組出線的希望。羅伊斯以一入球一助攻在這場賽事中獲選最佳球員。

最後一場小組賽萊斯再次正選上陣對戰韓國，德國隊連失兩球最終以2-0敗陣，小組中墊底出局。羅伊斯參與德國隊所有賽事，結束他首屆世界盃征程。

### 国家队入球
| 入球 | 日期           | 场地                                        | 对手   | 比分 | 赛果 | 比赛性质               |
| ---- | -------------- | ------------------------------------------- | ------ | ---- | ---- | ---------------------- |
| 1.   | 2012年5月26日  | 瑞士巴塞尔，圣雅各布公园球场                | 瑞士   | 3-4  | 3-5  | 友谊赛                 |
| 2.   | 2012年6月22日  | 波兰格但斯克,格但斯克PGE体育场              | 希腊   | 4-1  | 4-2  | 2012年欧洲足球锦标赛   |
| 3.   | 2012年9月11日  | 奥地利维也纳,恩斯特·哈佩尔球场              | 奥地利 | 1-0  | 2-1  | 2014年世界杯外围赛     |
| 4.   | 2012年10月12日 | 爱尔兰都柏林,英杰华体育场                   | 愛爾蘭 | 1-0  | 6-1  | 2014年世界杯外围赛     |
| 5.   | 2012年10月12日 | 爱尔兰都柏林,英杰华体育场                   | 愛爾蘭 | 2-0  | 6-1  | 2014年世界杯外围赛     |
| 6.   | 2013年3月26日  | 德国纽伦堡，法兰克人体育场                  |        | 1-0  | 4-1  | 2014年世界杯外围赛     |
| 7.   | 2013年3月26日  | 德国纽伦堡，法兰克人体育场                  | 4-1    |      | 4-1  | 2014年世界杯外围赛     |
| 8.   | 2015年3月25日  | 德国凱沙羅頓，費斯禾達球場                  |        | 1-0  | 2-2  | 友谊赛                 |
| 9.   | 2015年3月29日  | 格魯吉亞第比利斯，鲍里斯·派恰泽迪纳摩体育场 |        | 1-0  | 2-0  | 2016年歐洲國家盃外圍賽 |
| 10.  | 2018年6月23日  | 俄羅斯索契，菲什特奧林匹克體育場            | 瑞典   | 1-1  | 2-1  | 2018年國際足協世界盃   |

## 個人生活
2014年12月，罗伊斯因未持有有效駕照而被罰款54萬歐元，在德國構成重罪。罰款的依據是他當時的月薪180,000歐元。他以偽造的荷蘭駕照駕駛了多年，本身就是重罪，自2011年以來至少有五次被開了超速罰單，而當局不知道他在法律上不合法領有駕照。後來取消了使用偽造駕照的重罪指控，引起了一些爭議，並引起了政界人士的質疑，他的名望身份是否是輕度判刑的原因。
2015年12月，罗伊斯开始与德国模特斯嘉丽·加特曼 (Scarlett Gartmann) 约会。2019年3月，他们生下了第一个孩子，并于同年晚些时候结婚。2024年1月，他们迎来了第二个孩子。

## 技术特点
尽管罗伊斯的惯用脚是右脚，但是他两只脚的技术都非常出色，这种能力的全面性就意味着他可以出任 433阵型中的左右两个边路，以及4231阵型中的攻击中场，他还可以担任前锋，或者活动在单前锋身后的创造型前腰位置。罗伊斯的踢法都是和空间有关，虽然他的过人技术和进球能力都很强，不过罗伊斯真正胜人一筹的地方在于，他能够自己寻找空间，或者为队友创造空间，这就是为什么他能取得这么多的进球，以及多特蒙德在防守反击时的威力尤为厉害。雖然實力出色但傷病過多是缺點。

## 職業生涯統計
最後更新：2018年10月7日
| 俱樂部         | 賽季      | 聯賽                   | 聯賽     | 聯賽     | 聯賽     | 杯賽   | 杯賽   | 杯賽   | 歐洲賽事 | 歐洲賽事 | 歐洲賽事 | 其它  | 其它  | 總計 | 總計 | 總計 |
| 俱樂部         | 賽季      | 级别                   | 出場     | 進球     | 助攻     | 出場   | 進球   | 助攻   | 出場     | 進球     | 助攻     | 出場  | 進球  | 出場 | 進球 | 助攻 |
| 德国           | 德国      | 德国联赛               | 德国联赛 | 德国联赛 | 德国联赛 | 德国杯 | 德国杯 | 德国杯 | 欧战1    | 欧战1    | 欧战1    | 其它2 | 其它2 | 总计 | 总计 | 总计 |
| -------------- | --------- | ---------------------- | -------- | -------- | -------- | ------ | ------ | ------ | -------- | -------- | -------- | ----- | ----- | ---- | ---- | ---- |
| 紅白艾倫二隊   | 2006-2007 | 威斯特法伦足球高级联赛 | 5        | 2        | -        | -      | -      | -      | -        | -        | -        | -     | -     | 5    | 2    | -    |
| 紅白艾倫二隊   | 2007-2008 | 威斯特法伦足球高级联赛 | 1        | 1        | -        | -      | -      | -      | -        | -        | -        | -     | -     | 1    | 1    | -    |
| 紅白艾倫二隊   | 統計      | 統計                   | 6        | 3        | -        | -      | -      | -      | -        | -        | -        | -     | -     | 6    | 3    | -    |
| 紅白艾倫       | 2007-2008 | 德国足球北部地区联赛   | 16       | 1        | 0        | 0      | 0      | 0      | -        | -        | -        | -     | -     | 16   | 1    | 0    |
| 紅白艾倫       | 2008-2009 | 德國足球乙級聯賽       | 27       | 4        | 3        | 1      | 0      | 0      | -        | -        | -        | -     | -     | 28   | 4    | 3    |
| 紅白艾倫       | 統計      | 統計                   | 43       | 5        | 3        | 1      | 0      | 0      | -        | -        | -        | -     | -     | 44   | 5    | 3    |
| 門興格拉德巴赫 | 2009-2010 | 德甲联赛               | 33       | 8        | 4        | 2      | 0      | 0      | -        | -        | -        | -     | -     | 35   | 8    | 4    |
| 門興格拉德巴赫 | 2010-2011 | 德甲联赛               | 32       | 10       | 9        | 3      | 1      | 1      | -        | -        | -        | 2     | 1     | 37   | 12   | 10   |
| 門興格拉德巴赫 | 2011-2012 | 德甲联赛               | 32       | 18       | 8        | 5      | 3      | 2      | -        | -        | -        | -     | -     | 37   | 21   | 10   |
| 門興格拉德巴赫 | 統計      | 統計                   | 97       | 36       | 21       | 10     | 4      | 3      | -        | -        | -        | 2     | 1     | 109  | 41   | 24   |
| 多特蒙德       | 2012-2013 | 德甲联赛               | 32       | 14       | 9        | 3      | 1      | 1      | 13       | 4        | 4        | 1     | 0     | 48   | 19   | 14   |
| 多特蒙德       | 2013-2014 | 德甲联赛               | 30       | 16       | 14       | 4      | 0      | 3      | 9        | 5        | 5        | 1     | 2     | 43   | 21   | 22   |
| 多特蒙德       | 2014-2015 | 德甲联赛               | 20       | 7        | 5        | 5      | 1      | 0      | 4        | 3        | 1        | 0     | 0     | 29   | 11   | 6    |
| 多特蒙德       | 2015-2016 | 德甲联赛               | 26       | 12       | 4        | 4      | 2      | 4      | 13       | 9        | 2        | 0     | 0     | 43   | 23   | 10   |
| 多特蒙德       | 2016-2017 | 德甲联赛               | 17       | 7        | 5        | 3      | 2      | 1      | 4        | 4        | 2        | 0     | 0     | 24   | 13   | 8    |
| 多特蒙德       | 2017-2018 | 德甲联赛               | 11       | 7        | 0        | 0      | 0      | 0      | 4        | 0        | 1        | 0     | 0     | 15   | 7    | 1    |
| 多特蒙德       | 2018-2019 | 德甲联赛               | 27       | 17       | 8        | 1      | 1      | 1      | 2        | 1        | 1        | 0     | 0     | 10   | 6    | 6    |
| 多特蒙德       | 統計      | 統計                   | 163      | 80       | 45       | 20     | 7      | 10     | 49       | 26       | 16       | 2     | 2     | 212  | 100  | 64   |
| 綜合統計       | 綜合統計  | 綜合統計               | 309      | 124      | 69       | 31     | 11     | 13     | 49       | 26       | 16       | 4     | 3     | 371  | 149  | 91   |

- 1.^ 包括欧洲冠军联赛及欧足联欧洲联赛
- 2.^ 包括德国超级杯

## 荣誉

### 球會
紅白阿倫
- 德国足球地区联赛冠軍：2007–08

多特蒙德
- 德國盃冠軍：2017、2021
- 德國超級盃冠軍：2013、2014、2019
- 歐洲聯賽冠軍盃亞軍：2012–13、2023–24

洛杉磯銀河
- 美國職業足球大聯盟盃冠軍：2024[34]

### 個人
- 德國足球先生：2012、2019[35]
- 德甲联赛助攻榜榜首：2013–14
- 欧洲足联年度最佳阵容：2013–14

## 外部連結
- 馬爾科·羅伊斯 （页面存档备份，存于）官方網站（德文）
- German national team profile （德文）
- fussballdaten.de：Marco Reus之統計數據 （德文）
- Soccerway資料庫：馬爾科·羅伊斯
- 馬爾科·羅伊斯在 National-Football-Teams.com 上的出场纪录
- Marco Reus – FIFA國際賽競賽紀錄 (存檔)
- Marco Reus－UEFA國際賽競賽紀錄
- 馬爾科·羅伊斯在ESPN FC中的档案
- Kicker profile （页面存档备份，存于） （德文）
- Bundesliga profile

| 體育角色        | 體育角色                 | 體育角色         |
| --------------- | ------------------------ | ---------------- |
| 前任： 施梅尔策 | 多蒙特隊長 2018年–2023年 | 繼任： 埃姆雷·詹 |